# IO Interactive
IO Interactive − niezależny duński producent gier komputerowych z siedzibą w Kopenhadze. Przedsiębiorstwo zostało założone we wrześniu 1998 przez grupę Reto-Moto. Zostało wykupione przez Eidos Interactive, a następnie przejęte przez Square Enix w kwietniu 2009. W czerwcu 2017 roku doszło do wykupu studia przez kadrę kierowniczą, przez co studio ponownie stało się niezależnym producentem. IO Interactive jest twórcą serii gier Hitman.

## Lista stworzonych gier
| Gra                       | Data wydania | Platformy                                                                                   |
| ------------------------- | ------------ | ------------------------------------------------------------------------------------------- |
| Hitman: Codename 47       | 2000         | Microsoft Windows                                                                           |
| Hitman 2: Silent Assassin | 2002         | Microsoft Windows, PlayStation 2, Xbox, Nintendo GameCube                                   |
| Freedom Fighters          | 2003         | Microsoft Windows, PlayStation 2, Xbox, Nintendo GameCube                                   |
| Hitman: Kontrakty         | 2004         | Microsoft Windows, PlayStation 2, Xbox                                                      |
| Hitman: Krwawa forsa      | 2006         | Microsoft Windows, PlayStation 2, Xbox, Xbox 360                                            |
| Kane & Lynch: Dead Men    | 2007         | Microsoft Windows, PlayStation 3, Xbox 360                                                  |
| Mini Ninjas               | 2009         | Microsoft Windows, PlayStation 3, Xbox 360, Wii                                             |
| Kane & Lynch 2: Dog Days  | 2010         | Microsoft Windows, PlayStation 3, Xbox 360                                                  |
| Hitman: Rozgrzeszenie     | 2012         | Microsoft Windows, PlayStation 3, Xbox 360                                                  |
| Hitman                    | 2016         | Microsoft Windows, PlayStation 4, Xbox One                                                  |
| Hitman 2                  | 2018         | Microsoft Windows, PlayStation 4, Xbox One                                                  |
| Hitman 3                  | 2021         | Microsoft Windows, PlayStation 4, PlayStation 5, Xbox One, Xbox Series X/S, Nintendo Switch |

Źródło: Gry-Online